# Alicia Penalba
 Alicia Penalba  (San Pedro (Buenos Aires), Argentinië, 7 augustus 1913 – Parijs, Frankrijk, 4 november 1982) was een Argentijns-Franse beeldhouwster. Zij behoort tot de groep belangrijke vertegenwoordigers van de abstracte kunst na 1945.

## Leven en werk
Alicia Penalba begon in 1930 een lerarenopleiding aan de kunstacademie van Buenos Aires, waar zij haar studie afsloot met een acte tekenen en schilderen. Zij deed mee aan enkele groepsexposities en behaalde op nationaal niveau enige prijzen voor haar figuratieve werk.
Alicia Penalba vertrok in 1948 met een Franse beurs naar Parijs, waar zij zich inschreef aan de Académie des Beaux Arts. Vanaf 1949 werkte zij gedurende 3 jaar aan de Académie de la Grande Chaumière in het atelier van Ossip Zadkine. In 1951 maakte zij haar eerste abstracte sculptuur en zij vernietigde bijna al haar eerdere werk. Zij had haar eerste groepsexpositie in 1955 in de Salon des Réalités Nouvelles en haar eerste solotentoonstelling in 1957 in Galerie du Dragon in Parijs.

In de jaren vijftig en zestig kreeg zij internationale erkenning voor haar werk. Zij werd uitgenodigd voor documenta II in 1959 en documenta III in 1964 in Kassel en won de beeldhouwprijs van de Biënnale van São Paulo in 1961. Haar werken, voornamelijk abstracte, bronzen sculptures, die ontleend waren aan vormen in de natuur, waren op talrijke internationale tentoonstellingen te zien. Een van haar bekende werken is Grande double, waarvan een exemplaar (1/4) sinds 1965 is te zien in het beeldenpark van het Kröller-Müller Museum in Otterlo.
Zij woonde en werkte het grootste deel van haar leven in Frankrijk (Montrouge en Parijs).
Alicia Penalba kwam in 1982 bij een treinongeluk om het leven.

## Fotogalerij

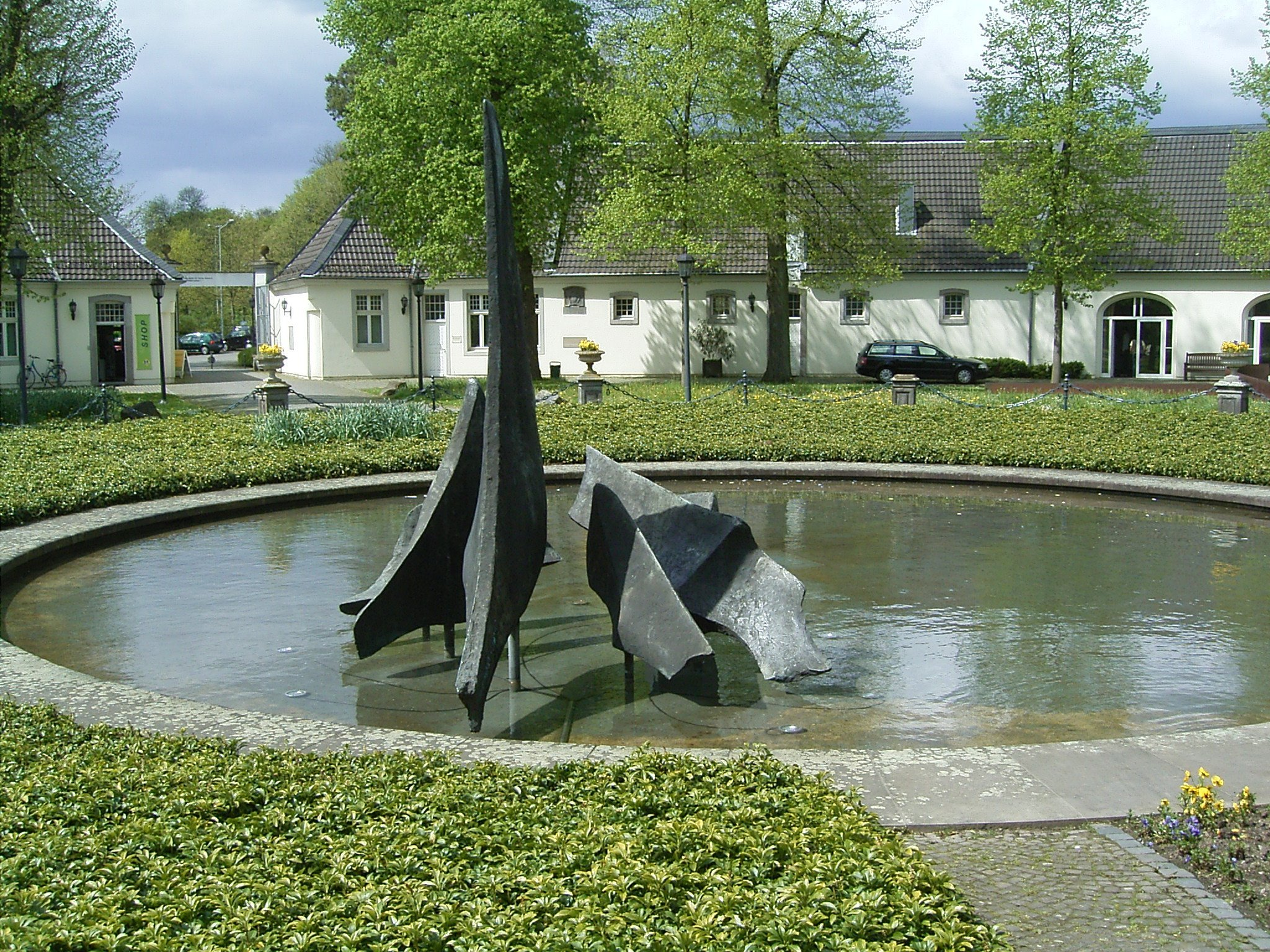
Fontaine monumental in Skulpturenpark Schloss Morsbroich in Leverkusen
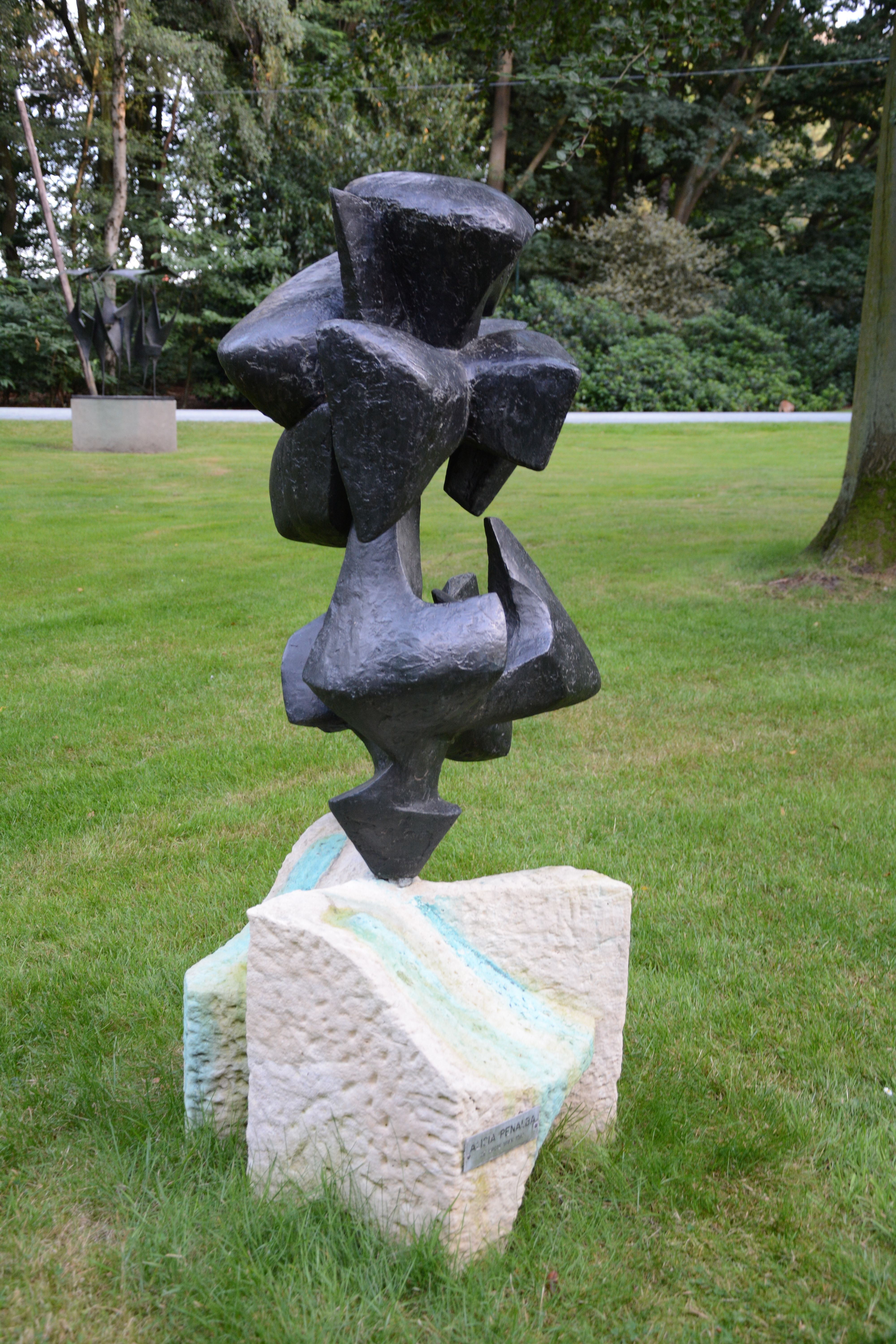
De Grote Vonk (1957), in Beeldentuin Middelheim Museum